# Jarosław Hajwas
Jarosław Hajwas ps. Andruch, Bystryj, Kamiń, Kremiń, Charakternik (ur. 1912) – ukraiński działacz niepodległościowy, nacjonalista.
Należał do Organizacji Ukraińskich Nacjonalistów od 1937, był członkiem Krajowej Egzekutywy OUN Zachodniej Ukrainy. Był skazany na karę więzienia za działalność niepodległościową, 16 czerwca 1939 wraz z Petrem Baszukiem i Petrem Kaniukiem uciekł z więzienia Brygidki. Później przebywał na emigracji, powrócił we wrześniu 1940 jako przewodniczący Krajowej Egzekutywy OUN-M w Generalnym Gubernatorstwie. W 1941 był członkiem grupy marszowej OUN-M, przebywał w Kijowie. Po aresztowaniu Ołeha Olżycza pełnił obowiązki przewodniczącego OUN-M.
W latach 1945–1949 był członkiem Prowodu Ukraińskich Nacjonalistów na emigracji. Od 1950 przebywał na emigracji w USA.
Był autorem książki "Koły kinczałasja epocha", wydanej w 1954.

## Literatura
- Ryszard Torzecki - "Polacy i Ukraińcy. Sprawa ukraińska w czasie II wojny światowej na terenie II Rzeczypospolitej", Warszawa 1993, Wyd. PWN, ISBN 83-01-11126-7